# Premio Ricardo Ortega de Periodismo
El Premio de Periodismo Ricardo Ortega, tiene como objetivo reconocer la labor de periodistas de radio y televisión en la cobertura de noticias sobre Naciones Unidas, o de cualquiera de sus agencias, así como de cualquier misión aprobada por la ONU en los distintos lugares del mundo. Es elegido por la Asociación de Corresponsales de Naciones Unidas (UNCA) bajo la subvención de Antena 3. Este galardón, dotado con una cuantía de 10.000 dólares, conmemora la figura del periodista español Ricardo Ortega, fallecido en Haití en 2004.

## Ganadores
| Edición      | Ganador                        | Medio             | Trabajo                                                                                          | Finalistas |
| ------------ | ------------------------------ | ----------------- | ------------------------------------------------------------------------------------------------ | --- |
| I edición    | Ted Folke ( Estados Unidos)    | Samba Project LLC | The Samba Project (USA) for East Timor                                                           | Kristin McHugh (KQED) e Hidetoshi Fujisawa (NHK) |
| II edición   | Ishbel Matheson ( Reino Unido) | BBC Radio 4       | Cobertura del desastre humanitario de Darfur                                                     | Rory O’Connor (GlobalVision) y Nara Ferreira (Radio Senado) |
| II edición   | Dan McMillan ( Reino Unido)    | World Service     | Cobertura del desastre humanitario de Darfur                                                     | Rory O’Connor (GlobalVision) y Nara Ferreira (Radio Senado) |
| III edición  | Dan McMillan ( Reino Unido)    | BBC News          |                                                                                                  | Greg Wilesmith (ABC) |
| IV edición   | Cairo Bureau ( Japón)          | NHK               | Cobertura del colapso en Somalia                                                                 | Martin Semukanya (Channel Africa) |
| V edición    | Jogoslav Cosic ( Serbia)       | B92 Radio         | Cobertura del desastre humanitario de Darfur                                                     | Shoichiro Beppu (NHK) |
| V edición    | Marie Lora ( Kenia)            | AFP               | Cobertura del desastre humanitario de Darfur                                                     | Shoichiro Beppu (NHK) |
| VI edición   | Barbara Angopa ( Uganda)       | National TV       |                                                                                                  | Andrew Geoghan y Mary Ann Jolly (ABC), Samuel Agyemang (Metro TV) y Duilio Gianmaria (RAI) |
| VII edición  | Talal Al-Haj ( Irak)           | Al-Arabiya        | Reportajes sobre el aumento de las mareas en pequeños estados insulares                          | Miki Ebara, Jun Oikawa, Widad Franco y NHK World (NHK)y Minelle Piet Fernandez (Al Jazeera) |
| VIII edición | Samuel Agymang ( Ghana)        | Metro TV          | Settlement in peril                                                                              | Barbara Lynn Plett (BBC) y Frank Joseph Ucciardo (CBS News) |
| IX edición   | Talal Al‐Haj ( Irak)           | Al Arabiya        | Cobertura sobre la Guerra Civil Siria                                                            | Mark Doyle & Piers Scholfield (BBC) y Natalia Montagna (Channel 10) |
| X edición    | Navina Lala (Alemania)         | WDR-Redakteurin   |                                                                                                  | Joint Silver, Shammer Rasooldeen, (MTV) & Zillur Rahmen, (Asian Television Network Bangla Ltd.) |
| XI edición   | Tatiana Mossot (Francia)       | France 24h        |                                                                                                  | Mark Doyle y Guy Smith, (BBC) & Sherwin Bryce-Pease, (South African Broadcasting Corporation - SABC)                                                                                                  |
| XII edición  | Marian Voicu (Rumanía)         | TVR               | Documental sobre la crisis migratoria en Siria                                                   | Christiane Amanpour y Poppy Harlow (CNN) |
| XII edición  | Angela Rodicio (España)        | TVE               | Reportaje sobre el pueblo y la guerrilla colombiana y la ayuda del Programa Mundial de Alimentos | Christiane Amanpour y Poppy Harlow (CNN) |
| XIII edición | Natalia Montagna (Argentina)   | Channel 10        | Documental que relata la crisis humanitaria de los 60 millones de refugiados                     | Anissa Naouai (RT TV), Sherwin Bryce-Pease & Aaron Berger (SABC News) y James Bays & Whitney Hurst (Al Jazzera English)                                                                               |
| XIV edición  | Francois Rihouay (Canadá)      | France 24         | Reportajes sobre Mali y Daesh                                                                    | Rosiland Jordan (Al Jazeera English) y Paul Shalala (ZNBC) |
| XV edición   | Virginie Herz (Francia)        | France 24         | Reportaje sobre los cascos azules de la ONU                                                      | Widad Franco, Fumitaka Sato & Kazutoshi Kodera (NHK Japan), Mallick Mnela (Zodiak Broadcasting Station), Majeed Gly (Rudaw Media Network) y Liling Tan (Feature Story News y China Global TV Network) |
| XV edición   | Annette Young (Australia)      | France 24         | Reportaje sobre la paridad en el frente                                                          | Widad Franco, Fumitaka Sato & Kazutoshi Kodera (NHK Japan), Mallick Mnela (Zodiak Broadcasting Station), Majeed Gly (Rudaw Media Network) y Liling Tan (Feature Story News y China Global TV Network) |